# Wojciech Polak

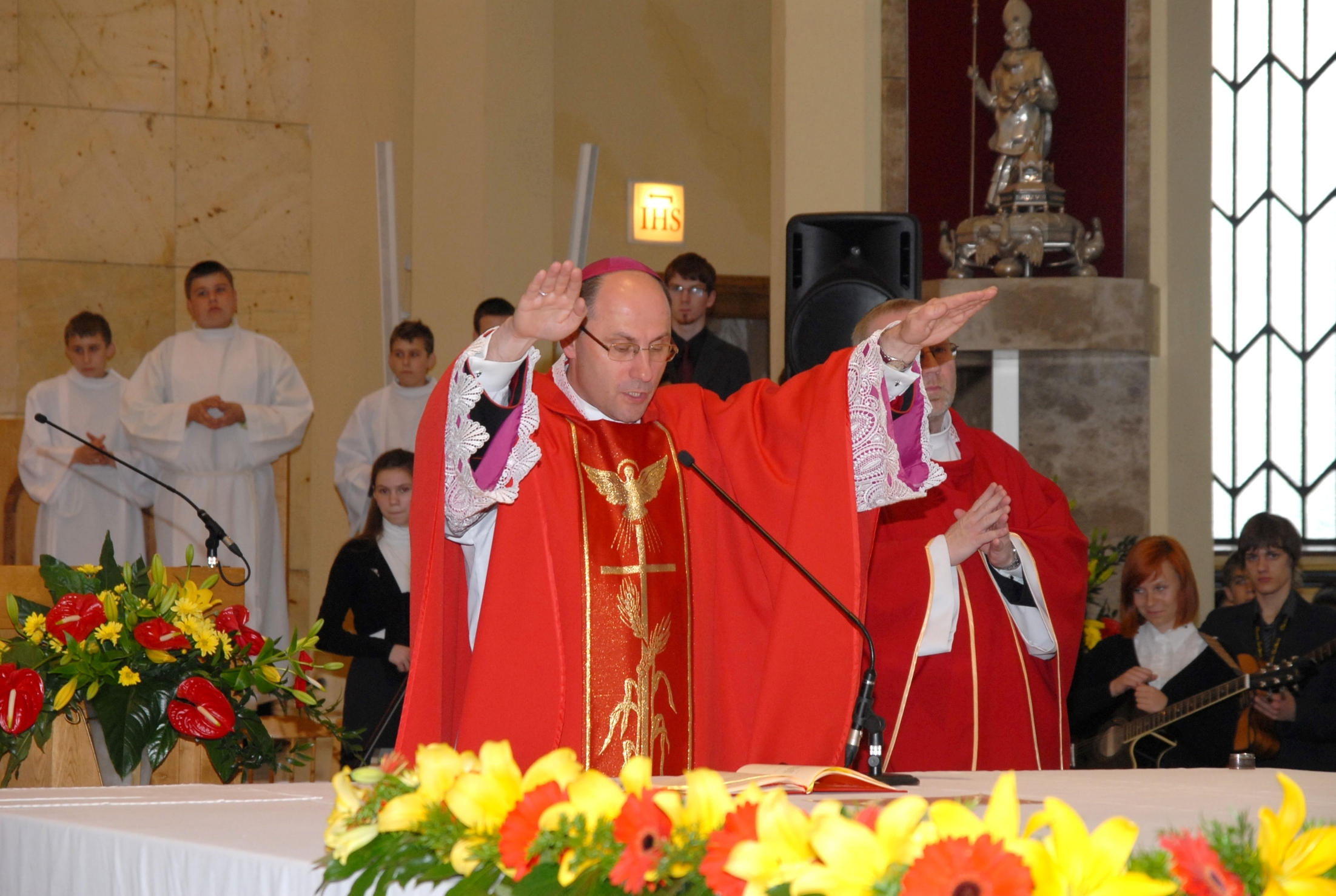
Wojciech Polak, 2010

Primaswappen von Wojciech Polak

Wojciech Polak (* 22. Dezember 1964 in Inowroclaw, Polen) ist Erzbischof von Gniezno und Primas der katholischen Kirche in Polen.

## Leben
Wojciech Polak besuchte das Priesterseminar in Gniezno und studierte Theologie in Posen. Am 13. Mai 1989 wurde er vom Erzbischof von Gniezno und Warschau, Józef Kardinal Glemp, zum Priester geweiht. Anschließend wurde er zum Studium an die Accademia Alfonsiana nach Rom abgeordnet, wo er sich auf Moraltheologie spezialisierte. Er wurde mit einer Dissertation über Sünde und Vergebung in der Kirchenlehre nach dem Zweiten Vatikanischen Konzil promoviert.
1995 erhielt er einen Lehrauftrag für Moraltheologie am Priesterseminar in Gniezno, 1999 übernahm er dessen Leitung. Überdies lehrte er an der Adam-Mickiewicz-Universität Posen.
Papst Johannes Paul II. ernannte ihn am 8. April 2003 zum Weihbischof in Gniezno sowie zum Titularbischof von Mons in Numidia. Der Erzbischof von Gniezno, Henryk Muszynski, spendete ihm am 4. Mai desselben Jahres die Bischofsweihe; Mitkonsekratoren waren Stanisław Gądecki, Erzbischof von Posen, und Bogdan Józef Wojtuś, Weihbischof in Gniezno.
2011 wurde er zum Generalsekretär der Polnischen Bischofskonferenz gewählt, in der er auch die Arbeitsgruppe für Kontakte zur Russisch-Orthodoxen Kirche leitet. Er trat für eine gründliche Aufarbeitung von sexuellem Missbrauch durch Priester ein und bat die Opfer im Namen der Kirche um Vergebung.
Im Mai 2014 berief Papst Franziskus ihn zum Nachfolger des Erzbischofs von Gniezno Józef Kowalczyk, der die Altersgrenze von 75 Jahren erreicht hatte. Die Amtseinführung fand am 7. Juni 2014 statt.